# Casa do Ferreira das Tabuletas

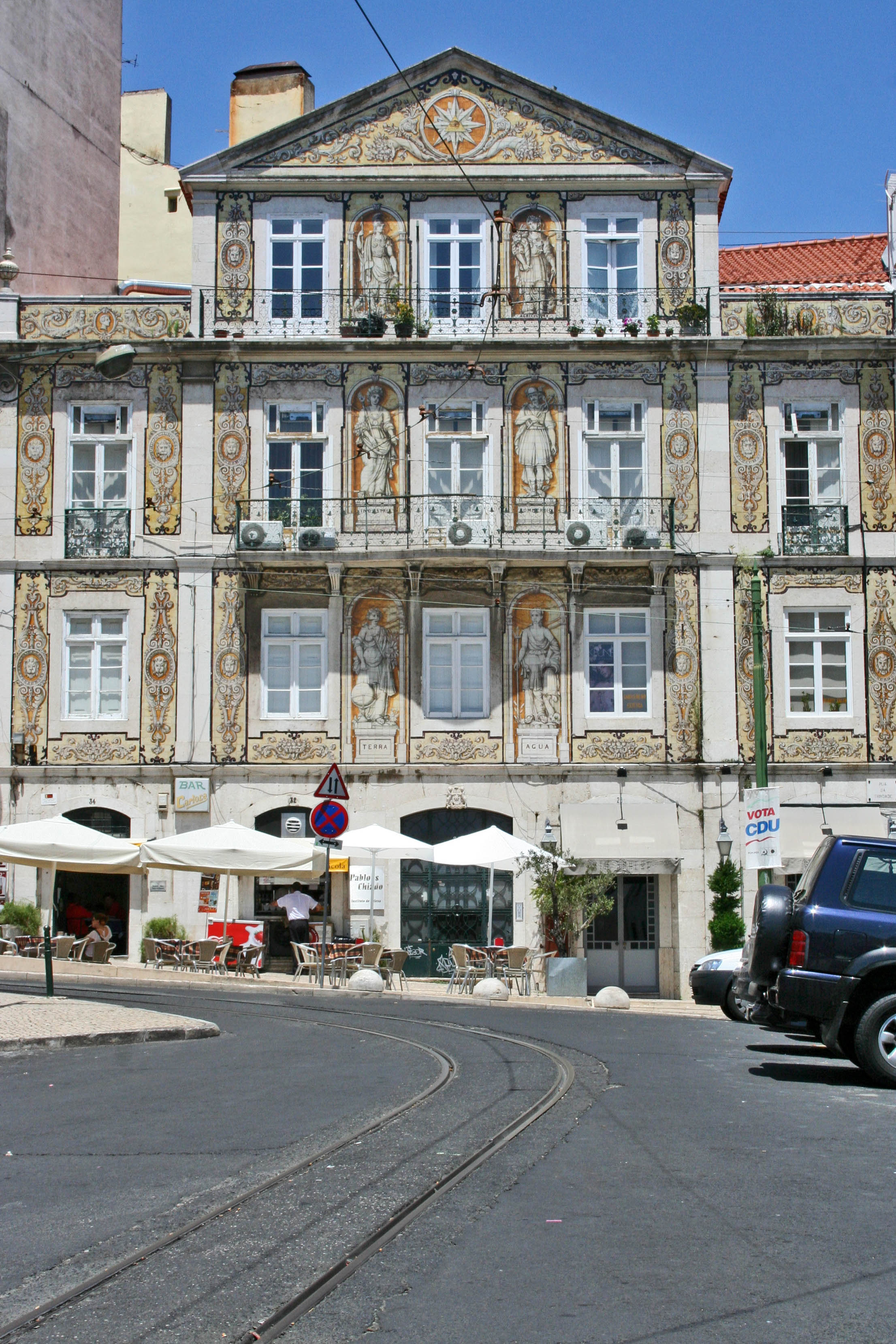
Fachada do edifício

O Edifício na Rua da Trindade, n.º 26 a 34, também designado por Casa do Ferreira das Tabuletas, é um edifício emblemático do Chiado, erguido na atual Rua da Trindade, defronte para o Largo Rafael Bordalo Pinheiro, antigo Largo da Abegoaria, situando-se na antiga freguesia do Sacramento, atual freguesia de Santa Maria Maior em Lisboa.
Está classificado como Imóvel de Interesse Público desde 1978.
Foi mandado edificar em 1864, nos antigos terrenos do Convento da Trindade, pelo emigrante galego Manuel Moreira Garcia, proprietário da Cervejaria Trindade. 
A decoração exterior, em azulejo com motivos maçónicos, ficou a cargo de Luís Ferreira, director da Fábrica de Cerâmica da Viúva Lamego, conhecido por "Ferreira das Tabuletas". A decoração inclui seis figuras alegóricas - a Terra, a Água, o Comércio, a Indústria, a Ciência e a Agricultura.
Neste edifício, onde morava, terá morrido Rafael Bordalo Pinheiro, criador do Zé Povinho, em 1905.